# Karel Pavlík (voják)
Karel Pavlík (19. října 1900 Hradové Střimelice – 26. ledna 1943 Mauthausen) byl československý voják a odbojář, kapitán Československé armády in memoriam povýšený na plukovníka.

## Život
Karel Pavlík se narodil 19. října 1900 v Hradových Střimelicích, v tehdejším okrese Český Brod, do početné rodiny učitele Karla Pavlíka a jeho manželky Antonie, roz. Kubíkové. Měl pět sourozenců. Byl pokřtěn jmény Karel Antonín.
Obecnou školu navštěvoval ve Vyžlovce. V Kostelci nad Černými lesy pak pokračoval ve studiu na měšťanské škole, kterou dokončil v roce 1915 v Karlíně. Poté studoval na  učitelském ústavu v Praze II, po ročním studiu přešel na obchodní školu F. X. Kubského v Praze II. Po ukončení studií pracoval jako účetní praktikant u soukromé firmy, poté se živil jako učitel ve Vyžlovce. V roce 1924 se Pavlík oženil s Emílií Stárkovou, rozenou Špirkovou. V roce 1925 se manželům narodil syn Karel a v roce 1927 dcera Dagmar.

## Vojenská kariéra
Dne 1. října 1921 nastoupil na základní vojenskou službu. Brzy se přihlásil na Vojenskou akademii v Hranicích, kterou absolvoval v roce 1923. Nejprve sloužil u Hraničářského praporu 1 „České družiny“ v Děčíně a po pěti letech byl přeložen k Pěšímu pluku 5 „T. G. Masaryka“ do Prahy. Byl povýšen na nadporučíka a v roce 1932 na kapitána. Pro kázeňské přestupky byl v roce 1933 přemístěn z Prahy k Pěšímu pluku 8 „Slezskému“ do Místku. Neúspěšně žádal o přeložení zpět do Prahy u Ministerstva národní obrany a v poslanecké sněmovně. Jeho kariéru negativně ovlivňovaly rodinné problémy, z jeho kvalifikační listiny lze vyčíst řadu zápisů o kárných řízeních a přestupcích. V roce 1937 se rozvedl a situace se urovnala. V roce 1936 byl ustanoven zatímním velitelem roty pěšího pluku 8. V hodnosti kapitána velel 14. března 1939 obraně Czajankových kasáren, jejichž posádka se vzdala Němcům až po obdržení rozkazu k zastavení palby, když jí došla munice. Při této obraně došlo na straně Němců i k použití protitankových děl. Boj trval 40 minut. O celé akci se nesmělo tehdy vůbec psát, obránci nebyli potrestáni. Pavlík pak ukončil svoji vojenskou kariéru, do civilu byl propuštěn po zrušení československé branné moci 26. srpna 1939.

## V odboji
Během okupace Československa nacistickým Německem se zapojil do protinacistického odboje, nejdříve v rámci organizace Za vlast. Tato organizace napomáhala při přesunu československých vojáků k zahraničním jednotkám.
Poté se přestěhoval do Prahy a zapojil se do ilegální odbojové organizace Obrana národa. Stal se jedním ze spolupracovníků štábního kapitána Morávka a prof. Ladislava Vaňka, vedoucího sokolské organizace Jindra a člena Sokolské revoluční rady, kterého Němci po zatčení přiměli ke spolupráci. Rovněž navázal spojení s radikální frakcí sokolské rezistence zvané Říjen v čele s Janem Zelenkou-Hajským, mezi jeho spolupracovníky patřili např. Břetislav Lyčka, František Hejl, Oldřich Frolík, bratři Otakar a Miroslav Šrámkovi aj.
V zimě a na jaře roku 1942 se na strašnickém statku bratrů Jiřího a Miloslava Vojtěchovských účastnil schůzek Jozefa Gabčíka, Jana Kubiše a Josefa Valčíka s Ladislavem Vaňkem, Oldřichem Frolíkem, pplk. Václavem Novákem a s dalšími podporovateli parašutistů. Na jaře 1942 spolupracoval také s Oldřichem Frolíkem a pplk. Václavem Novákem při přípravách doskokové plochy u vršku Jankova u Uhříněvsi pro výsadky z Anglie.

## Zatčení, smrt
Pravděpodobně na základě výpovědi Ladislava Vaňka po jeho zatčení, v níž měl zmínit svou schůzku s kpt. Pavlíkem, se mu gestapo dostalo na stopu. Při zátahu gestapa v Praze-Záběhlicích 4. září 1942 se po přestřelce Pavlík pokusil o útěk. Byl však dostižen a spoután. Marně se pokoušel o sebevraždu pomocí nabroušené lžíce, kterou si přeřezal žíly na ruce. 
Po řadě výslechů a mučení byl převezen do Malé pevnosti Terezín, odkud putoval do koncentračního tábora Mauthausen. Zde byl 26. ledna 1943 v 16.31 hod. popraven.

## Připomínka
- Jeho jméno (Pavlík Karel *19. 10. 1900) je uvedeno na pomníku spolupracovníků parašutistů a jejich rodinných příslušníků, kteří byli popraveni v německém koncentračním táboře Mauthausenu. V lednu 2011 byl slavnostně odhalen na terase kostela sv. Cyrila a Metoděje v Resslově ulici v Praze.[9]
- Jeho jméno ("Karel Pavlík kapitán 19.10.1900 Hradové Střimelice u Stříbrné Skalice, okr. Kolín 26.1.1943 Mauthausen jiné") je uvedeno na seznamu oběti v Národním památníku II. světové války v Hrabyni u Opavy.[10][11]
- Jeho kenotaf (symbolický hrob) se nachází na hřbitově v Kostelci nad Černými lesy. Na rodinném hrobě je nápis: "KAREL PAVLÍK / kpt. popraven v Mauthausenu / *19.X.1900 +26.1.1943".[12]

## Vyznamenání
Dne 28. října 1999 byl prezidentem republiky in memoriam vyznamenán medailí Za hrdinství.
- 1945 –  Československý válečný kříž (in memoriam)
- 1999 –  Medaile Za hrdinství (in memoriam)